# Піскатаквіс (округ, Мен)
Шаблон:StateAbbr_ 45°33′55″ пн. ш. 69°20′01″ зх. д. / 45.565186° пн. ш. 69.333687° зх. д.
Округ Піскатаквіс (англ. Piscataquis County) — округ (графство) у штаті Мен, США. Ідентифікатор округу 23021.

## Історія
Округ утворений 1838 року.

## Демографія
За даними перепису
2000 року
загальне населення округу становило 17235 осіб, усе сільське.
Серед мешканців округу чоловіків було 8458, а жінок — 8777. В окрузі було 7278 домогосподарств, 4858 родин, які мешкали в 13783 будинках.
Середній розмір родини становив 2,83.
Віковий розподіл населення поданий у таблиці:
| Стать    | До 15 років | 15-21 | 22-29 | 30-39 | 40-49 | 50-65 | 65-85 | Понад 85 |
| -------- | ----------- | ----- | ----- | ----- | ----- | ----- | ----- | -------- |
| Чоловіки | 1568        | 803   | 566   | 1074  | 1434  | 1727  | 1163  | 123      |
| Жінки    | 1601        | 684   | 581   | 1148  | 1457  | 1597  | 1425  | 284      |

## Суміжні округи
- Арустук — північ
- Пенобскот — південний схід
- Сомерсет — захід

## Виноски
1. ↑  U.S. Decennial Census. United States Census Bureau. Архів оригіналу за 26 квітня 2015. Процитовано 7 вересня 2014.
2. ↑  Historical Census Browser. University of Virginia Library. Архів оригіналу за 23 червня 2018. Процитовано 7 вересня 2014.
3. ↑  Population of Counties by Decennial Census: 1900 to 1990. United States Census Bureau. Процитовано 7 вересня 2014.
4. ↑  Census 2000 PHC-T-4. Ranking Tables for Counties: 1990 and 2000 (PDF). United States Census Bureau. Процитовано 7 вересня 2014.
5. ↑  State & County QuickFacts. United States Census Bureau. Архів оригіналу за 6 червня 2011. Процитовано 19 серпня 2013.(англ.) Наведено за англійською вікіпедією.
6. ↑  American FactFinder. Бюро перепису населення США. Архів оригіналу за 26 лютого 2012. Процитовано 31 січня 2008.

| США | Це незавершена стаття з географії США. Ви можете допомогти проєкту, виправивши або дописавши її. |